# Euro NCAP

Euro NCAP logotyp

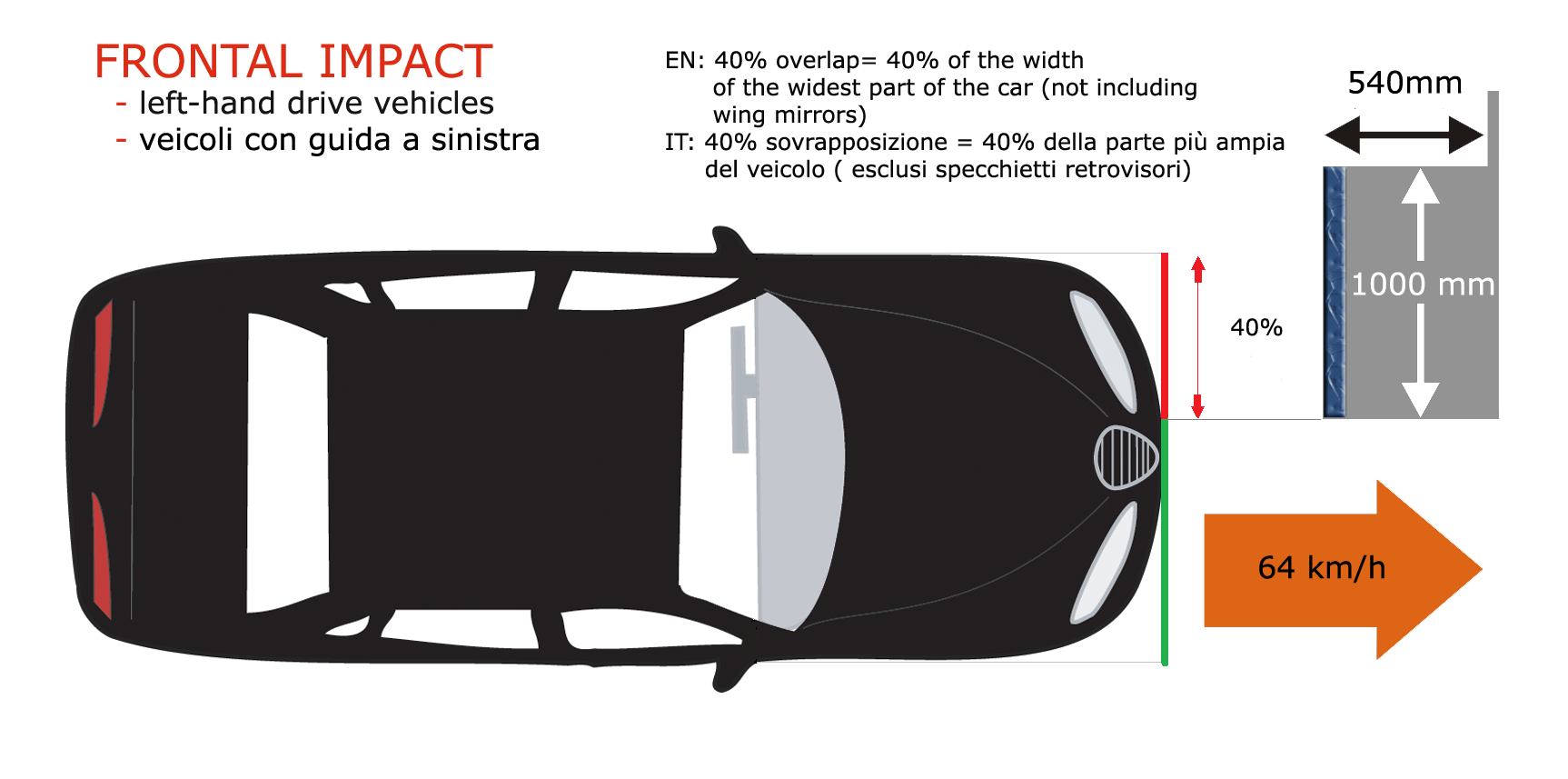
Diagram över Euro NCAP:s frontalkrocktest.

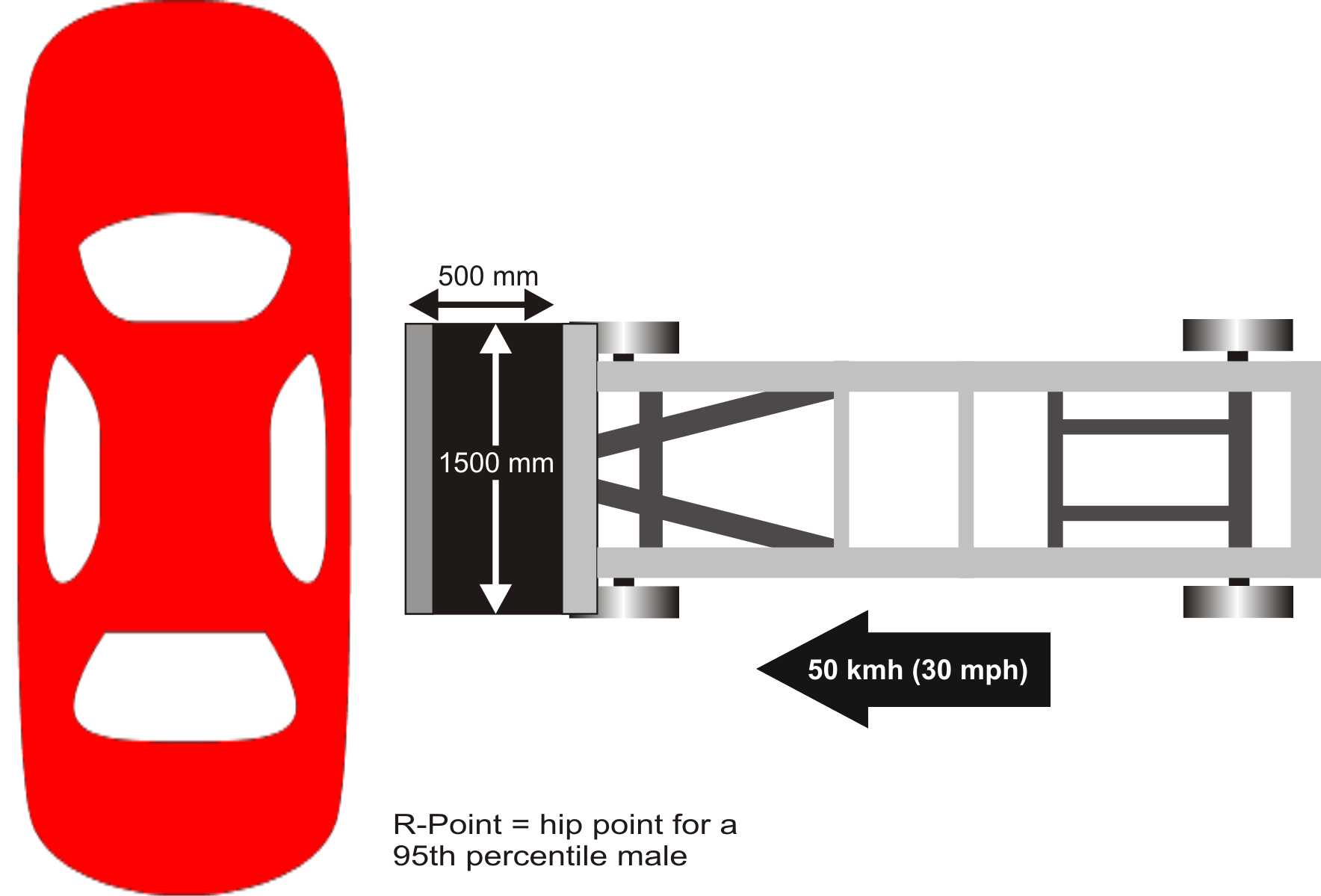
Sidokrocktest

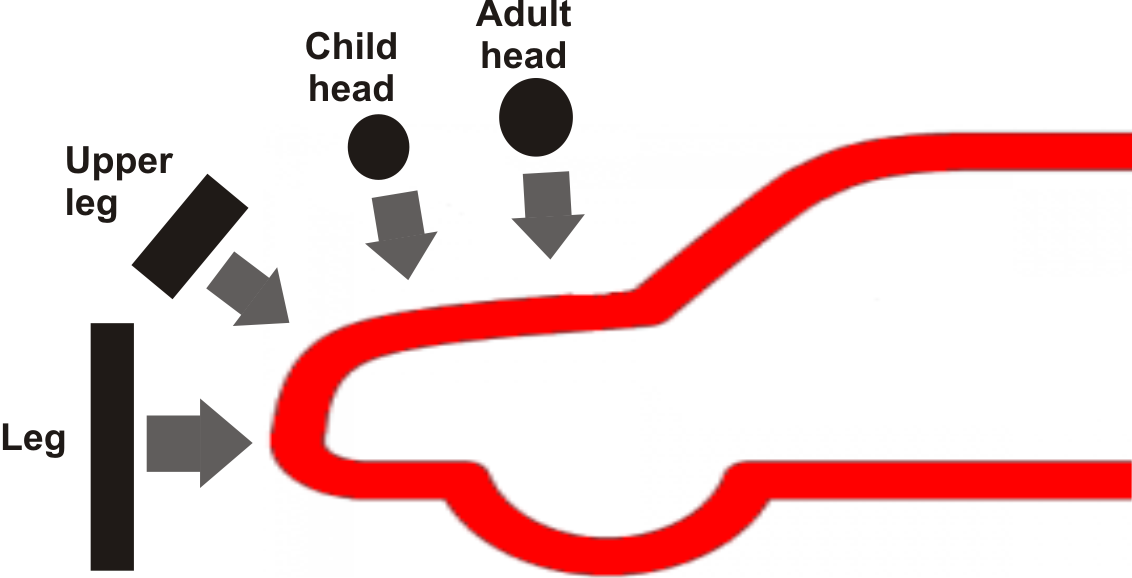
Fotgängartest

Euro NCAP, European New Car Assessment Programme, är ett trafiksäkerhetsamarbete mellan några av Europas stater, däribland Sverige, biltillverkare och frivilliga organisationer. Målet är en säkrare trafikmiljö, liksom färre personskador i samband med olyckor. Det praktiska arbetet består i princip av krocktest med olika former av simulerade olyckor. Man testar även hur fotgängare skadas i samband med kollisioner. Den aktuella bilen skall uppfylla speciella kriterier för att uppnå en viss poängsats, som sedan sammanställs i ett resultat i form av stjärnor (1-5). Bilen betygssätts i hur väl den skyddar vuxna, barn, fotgängare och säkerhetshjälpmedel (såsom elektronisk stabilitetskontroll, farthållare, etc.). Utifrån detta får den sedan ett totalt betyg, också 1-5 stjärnor.
Euro NCAP:s tester, som bedrivits av sju olika europeiska regeringar sedan 1997, är idag i toppen av världens mest ansedda och ses, mer eller mindre, som en måttstock för säkerhet. Testningen är frivillig för biltillverkare men de flesta väljer att utföra den; resultaten påverkar säkerligen försäljningen av de testade bilarna, vilket biltillverkarna är högst medvetna om. Ett gott resultat används ofta i samband med annonsering. Ett av de största fiaskon som avslöjats inträffade 1998 då Rover 100, en i grunden 18 år gammal konstruktion, skulle krockas och mer eller mindre föll ihop som ett korthus. Kort därefter upphörde också produktionen av denna modell. En annan osäker bil som avslöjades 2005 var den kinesiska Landwind, baserad på Opel Frontera från slutet av 1980-talet, som tilltygades svårt även i lägre farter. Modellen, som just hade introducerats i vissa länder i Europa, fick dras tillbaka och byggas om. 
Annonsering av bilar med gott betyg har tidigare kritiserats, då inte alla sålda bilar som standard haft den säkerhetsutrustning som den testade bilen haft. Detta har dock ändrats och numera testas inte den mest sålda modellversionen utan den med minst säkerhetsutrustning.
De krocktest som utförs är:
- Frontalkrock - Bilen körs in i en deformerbar fast barriär (motsvarar en krock med en likvärdig bil) i 64 km/h.
- Sidokrock - En deformerbar barriär körs in i sidan på bilen i 50 km/h
- Stolpprov - Bilen körs från sidan in i en stolpe i 29 km/h.

## Dubbel klassning

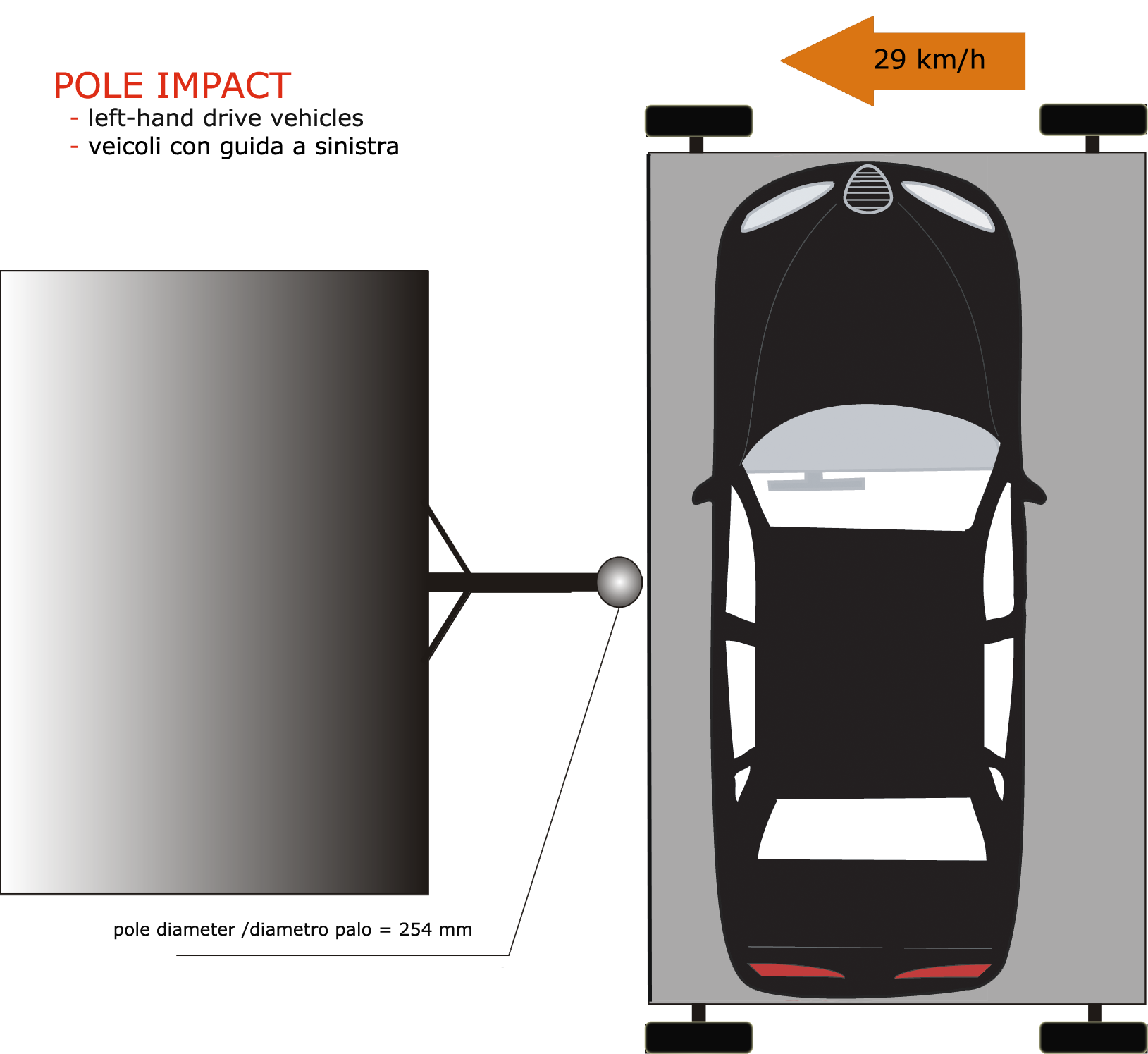
Stolpprovstest

Från 2016 har vissa bilar två stjärnklassningar. En klassning är baserad på en bil försedd endast med den säkerhetsutrustning som är standard för alla varianter av modellen i hela EU28. Denna klassning återspeglar den lägsta säkerhetsnivå man normalt kan vänta sig av en bil som säljs någonstans inom EU. Alla bilar som bedöms av Euro NCAP har denna grundläggande säkerhetsklassning. Den andra klassningen är baserad på en bil med ett extra säkerhetspaket, som kan erbjudas som tillval för konsumenterna. Den ytterligare säkerhetsutrustning som ingår i ett säkerhetspaket kommer att ge bilen högre säkerhetsklassning, varför den andra stjärnklassningen anger den säkerhetsnivå som bilen kan uppnå om den är försedd med denna ytterligare säkerhetsutrustning. Alla bilar har inte denna andra stjärnklassning, men om den är tillgänglig hjälper den konsumenter att lätt förstå fördelarna med extrautrustning, uttryckt i form av extra stjärnor.

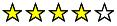
4 stjärnor av 5